# Bernardo Daddi
Bernardo Daddi, zwany Bernardus Florentinus (ur. ok. 1300, zm. 1348) – włoski malarz.

## Życiorys
Działał we Florencji. Był uczniem i kontynuatorem Giotta. Na jego twórczość miały wpływ także dzieła mistrzów sieneńskich, głównie Pietra Lorenzettiego.
Malował freski o tematyce religijnej (freski w kaplicy Pulci-Berardi w kościele S. Croce we Florencji) i niewielkie ołtarzyki domowe (jego Zwiastowanie znajduje się w Luwrze), odznaczające się swobodnym ujęciem postaci w ruchu, subtelnymi zestawieniami kolorystycznymi i dużą dekoracyjnością.

## Galeria

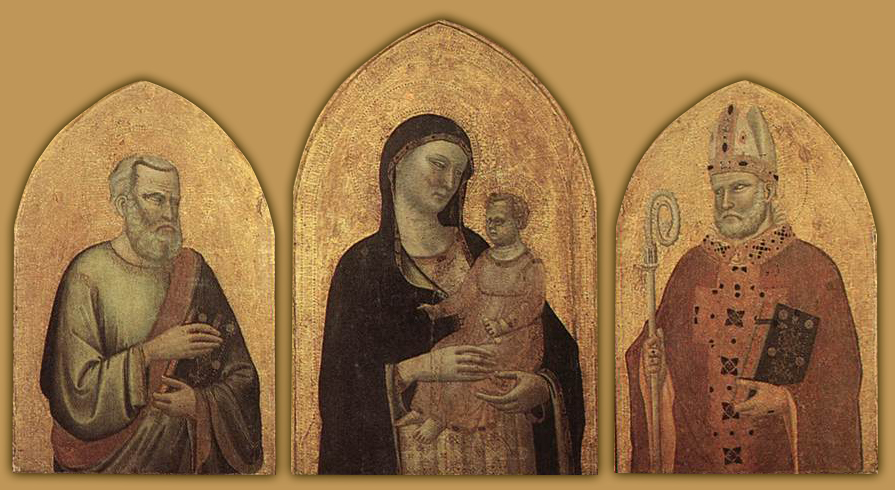
Madonna z Dzieciątkiem ze św. Mateuszem i Mikołajem (1328), Galeria Uffizi Florencja
Najświętsza Maryja Panna ze świętymi Tomaszem z Akwinu i Pawłem (1335), Getty Center Los Angeles
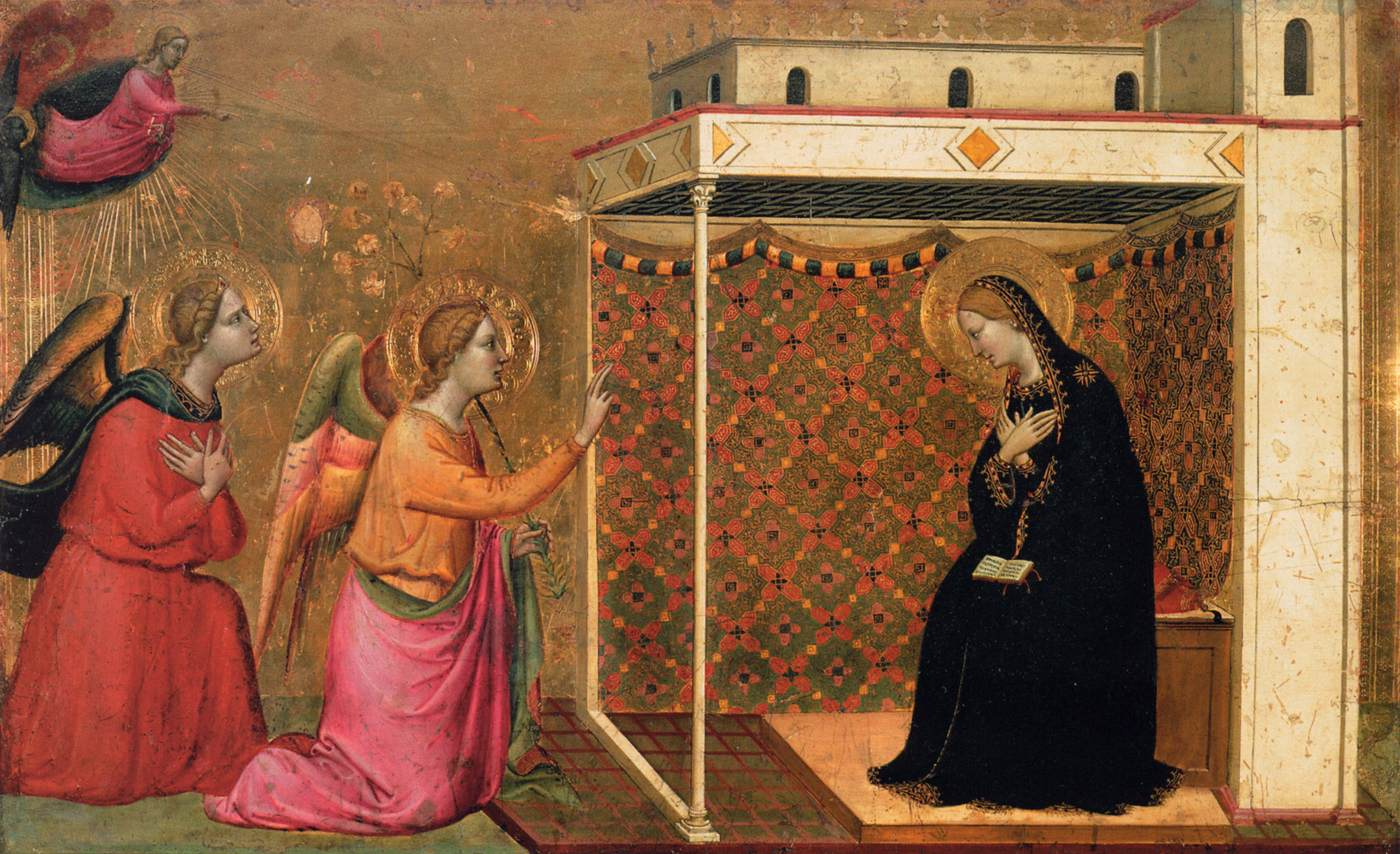
Zwiastowanie (1335), Luwr Paryż
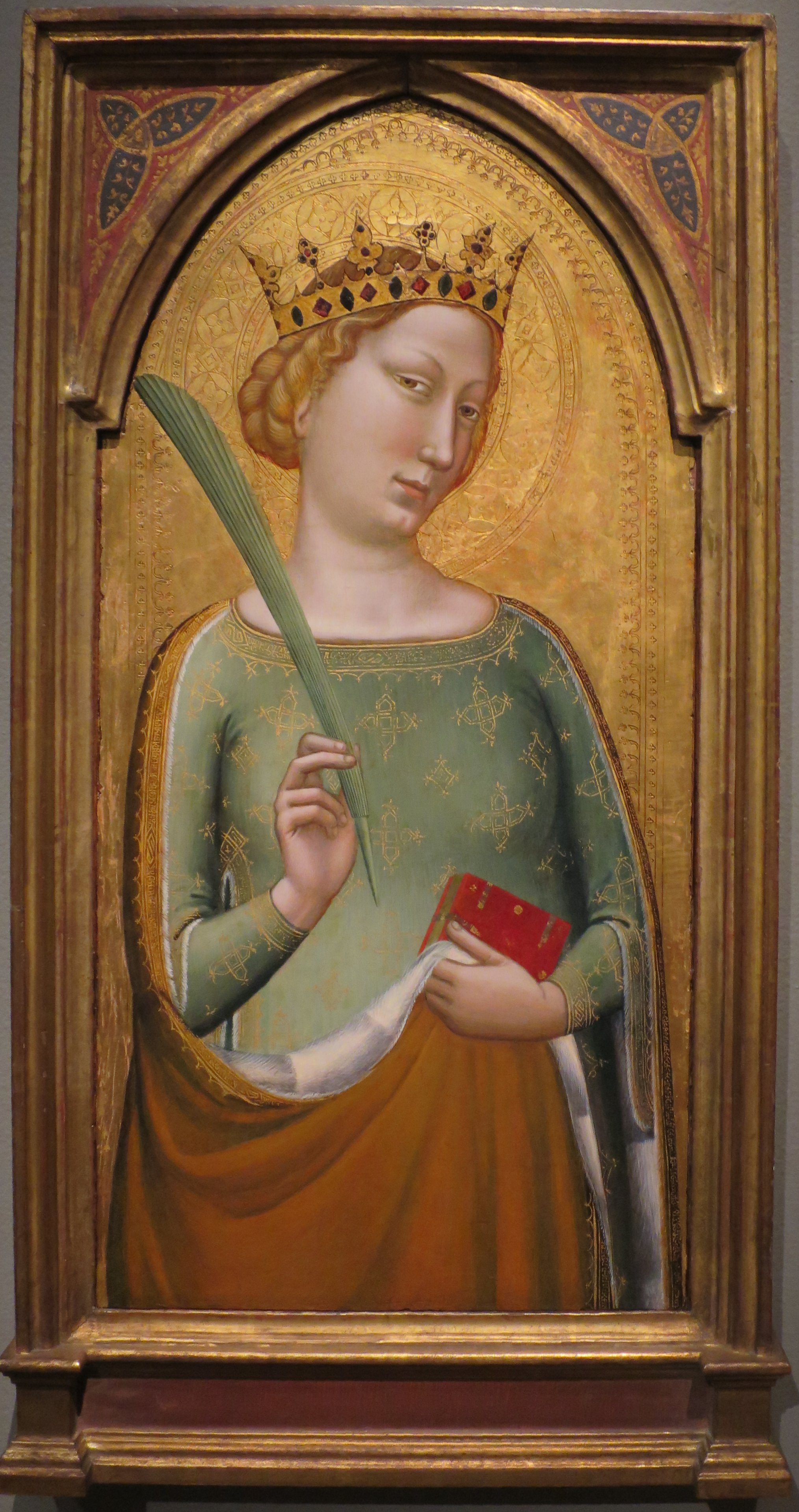
Święta Katarzyna z Aleksandrii (ok. 1340), Fine Arts Museums of San Francisco
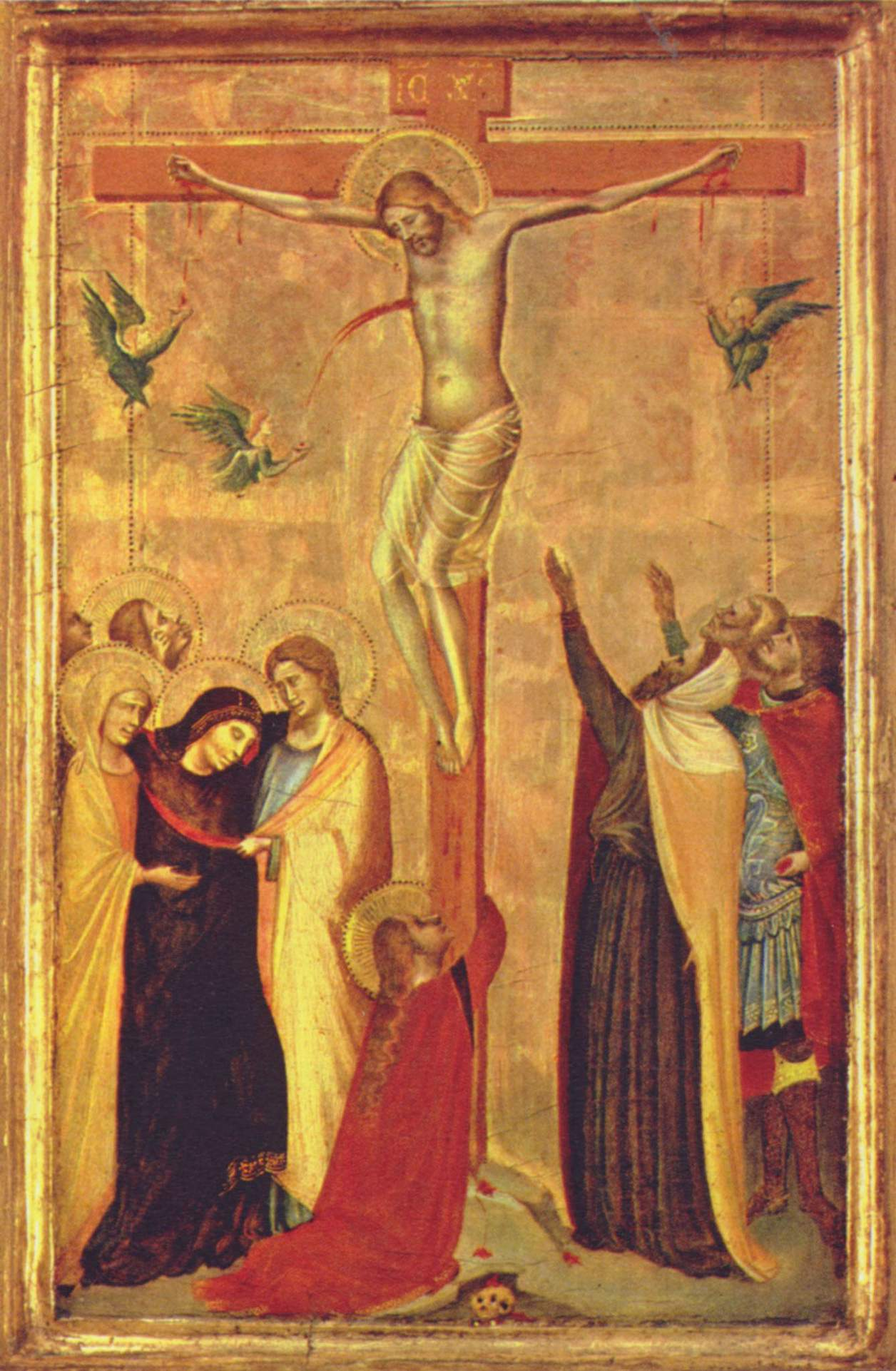
Crucifiction (1340-1345), National Gallery of Art Waszyngton
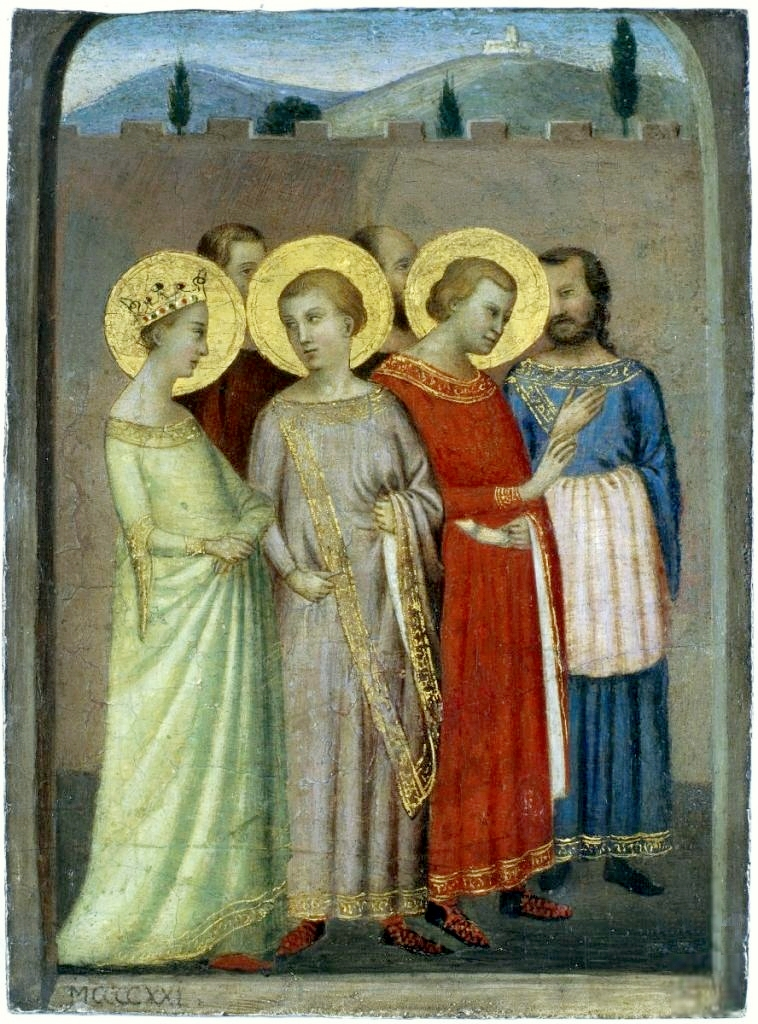
Grupa świętych I poł. XIV w., Muzeum Czartoryskich w Krakowie
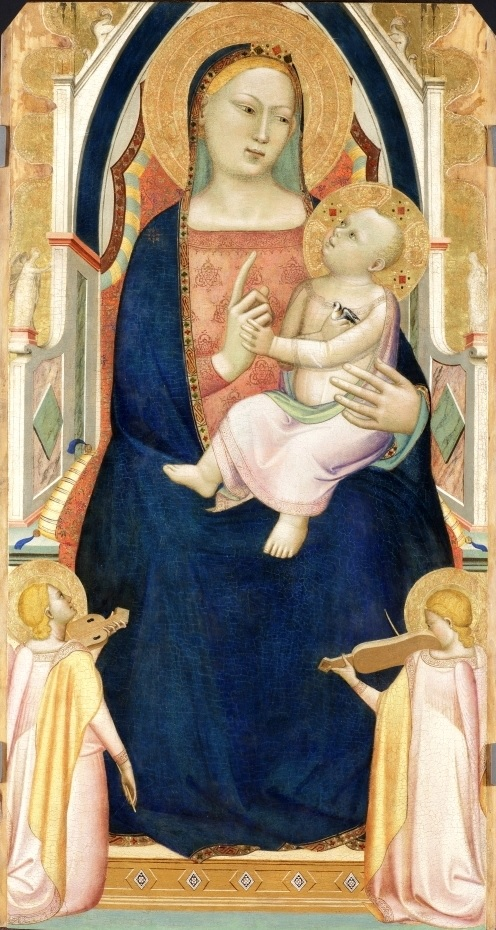
Madonna z Dzieciątkiem (1340), Zamek Królewski na Wawelu